# Agustina Roth
Agustina Paola Roth (Bahía Blanca, 18 de julio de 2001) es una deportista argentina que compite en ciclismo BMX estilo libre.

## Carrera deportiva
En septiembre de 2017, obtuvo el primer lugar de la categoría Juniors en la tercera fecha del Campeonato Mundial UCI Freestyle realizada en Edmonton, Canadá, cuando compitió con varones de 15 y 16 años siendo ella la única mujer en competencia. Esa victoria le permitió ser reconocida por el municipio de Bahía Blanca.
En noviembre de 2017 obtiene el tercer puesto en su categoría en la siguiente fecha de la Copa del Mundo UCI Freestyle realizado en Chengdú, China, lo que la clasificó a los Juegos Olímpicos de la Juventud.
En mayo de 2018 finalizó en el puesto 22 en la segunda fecha de la Copa del Mundo UCI realizada en Francia.
Participó en los Juegos Olímpicos de la Juventud 2018, obteniendo la medalla de oro en BMX estilo libre por equipos mixto con Iñaki Iriartes Mazza.
En los Juegos Panamericanos de 2019, obtuvo la medalla de bronce en ciclismo BMX estilo libre.